# Edwin Lanham
Edwin Moultrie Lanham (Weatherford, 11 ottobre 1904 – 24 luglio 1979) è stato uno sceneggiatore e scrittore statunitense di libri gialli.

## Biografia
Edwin Lanham nacque in Texas, il padre - Edwin Moultrie Lanham sr - morì quando il figlio aveva appena quattro anni, mentre il nonno paterno era S. W. T. Lanham (1846-1908), che fu soldato confederato durante la guerra civile americana e governatore del Texas fra il 1903 ed il 1907.
Lanham iniziò a scrivere a Parigi nel 1928 e la sua carriera letteraria durò alcuni decenni. Tre dei suoi romanzi ebbero una versione cinematografica.

## Opere
- Sailors Don't Care, Contact Edition, Paris, 1929
- Wind Blew West, 1935
- Banner at Daybreak, 1937
- Another Ophelia, 1938
- The Stricklands, 1939
- Thunder in the Earth, 1942
- Politics is Murder, 1947
  - Il delitto non perdona, Il Giallo Mondadori n. 659, 17 settembre 1961
- Slug It Slay, 1948
- Death of a Corinthian, 1953
- One Murder Too Many, 1953
  - Un delitto di troppo, Il Giallo Mondadori n. 322, 2 aprile 1955
  - Un delitto di troppo, I Classici del Giallo Mondadori n. 116, 1971
- The Iron Maiden, 1954
- Death in the Wind, 1956
  - Ho sposato la forca, Il Giallo Mondadori n. 512, 23 novembre 1958
  - Ho sposato la forca, I Classici del Giallo Mondadori n. 69, 1969
- Murder on My Street, 1958
  - Assassinio nella mia strada, Il Giallo Mondadori n. 597, 10 luglio 1960
  - Assassinio nella mia strada, I Classici del Giallo Mondadori n. 253, 1976
- Six Black Camels, 1961
- Passage to Danger, 1961
- Monkey on a Chain, 1963
- The Clock at 8:16, 1970

## Filmografia
- If I'm Lucky, regia di Lewis Seiler - soggetto (1946)